# Венцислав Занков
Венцислав Огнянов Занков е български художник и скулптор.

## Биография

### Образование
Роден е през 1962 г. в град София. Завършва ВИИИ „Николай Павлович“, специалност Скулптура (1988). Доктор по изкуствознание с дисертация на тема „Тялото на художника в изкуството на прехода“ (2013). Психодрама-асистент (консултант)  обучителна програма -  Фондация „Психотерапия 2000 (2014). Магистър по „Филмово и телевизионно изкуство“, НБУ (2016).

### Професионално развитие
Учител по рисуване в ССХУПИ в София (1991 – 1992).
Хоноруван преподавател в Нов български университет в София (1997 – 2008). Редовен преподавател в департамент „Изящни изкуства“ към НБУ (от 2009). Главен асистент там (2014). Доцент в департамент „Визуални изкуства“ към НБУ (2017). Хоноруван преподавател по скулптура в Националната художествена академия (2010).

### Обществена работа
Основава [Zet_maG] e-zine за изкуство и култура (1999) – zetmag.org Основава [Elektrik_BG] мейлинг лист за изкуство, култура и комуникации – zetmag.org/elektrik_bg.
Съосновател на Център за медийни изкуства „Интерспейс“.
Завеждащ направление „Университетски уебсайт“ на Нов български университет (2003).
Съосновател и председател на УС на сдружение за рискови стратегии и проекти „Е80“.
Основава, организира и модерира дискусионен клуб „На тясно“ в клуб „Хамбара“ в София (2004 – 2008).
Главен редактор на вестник „39 грама“, издаван от него съвместно със сдружение „Е80“ (2005 – 2008). Главен редактор на „Изкуство и България“ [Art and Bulgaria online] (от 2007). Редактор на сектор „изкуство“ в ontheweb.bg (2008).
През 2009 г. основава „Фондация за съвременно изкуство „Венцислав Занков“. През 2010 г. учредява и връчва Железен орден за съвременно изкуство „Венцислав Занков“.

### Членства
Член на Съюза на българските художници (1991). Президент на Асоциация „Изкуство в действие“ (1992). Председател на Управителния съвет на Сдружение „Е80“ рискови стратегии и проекти (от 2004).
Консултант на Фондация „Психотерапия 2000“, която е член на Федерацията на Европейските психодрама тренинг организации (FEPTO) (2014).

## Творческа биография

### Самостоятелни изложби
- 2024  ТРЕНИРОВКИ „Изходи:- упражнения 2024“ HOSTGALLERY, София
- 2023 - 30 години "Без невинност"- реликви от една изложба,  галерия „Харта“, София,  1 – 15 септември, 2023
- 2022 - „Още са тук“. Проспективна изложба - скулптура на Венцислав Занков в галерия „Credo Bonum“, София,  1 – 28 май, 2022
- 2021 - „В&В Епикризи“. Изложба на Венцислав Занков в галерия „Васка Емануилова“ СГХГ 04.11. – 05.12.2021
- 2020 – „Пред мен“, живопис и скулптура, галерия „Райко Алексиев“, София, с подкрепата на Централен фонд за стратегическо развитие към Настоятелството на НБУ и СБХ[5]
- 2016 – „Последните жители на Кале“, скулптура, Нов български университет[6]
- 2014 – „О, щастливи дни“, живопис, неон и скулптура, галерия „Райко Алексиев“, София, с подкрепата на Централен фонд за стратегическо развитие към Настоятелството на НБУ и СБХ
- 2012 – „Извън времето“, неподходяща скулптура и рисунка, галерия „Възраждане“, Пловдив
- 2011 – „Последният будоар“, скулптура, кръв, видео, галерия „Райко Алексиев“, София, 10 – 22 ноември 2011, с подкрепата на МФ „Св. св. Кирил и Методий“[7]
- 2011 – „Нова призрачна живопис (всички вече сме призраци)“, галерия Ракурси, София
- 2011 – „Post–романтизъм Reloaded“, живопис, Български културен институт, Берлин
- 2010 – „Пътят, който ни остава, е в очакване зад нас“, галерия „Арт 36“, София[8]
- 2009 – „Гравитация НУЛА“, живопис, скулптура, Модерен театър, София[9]
- 2005 – „ТОЙ“, живопис, скулптура, мултимедия и неоромантизъм, галерия „Райко Алексиев“, София[10][11][12]
- 2004 – „Страст, страх“, живопис, скулптура и графика, галерия „Кръг+“, София[13][14][15][16]
- 2002 – „Уреди за игра“, живопис, галерия „Ирида“, София[17][18][19]
- 2002 – „Бялата страна на мрака“, скулптура, галерия „8“, Варна[20]
- 2001 – „[error]tica порното – hard&heavy път към истината“, живопис, галерия XXL, София[21][22]
- 2001 – „Усещане за стил“, изложба-спектакъл галерия „Ирида“ София
- 2000 – „Порното – пътят към истината – „Визия и звук“, национални есенни изложби, Пловдив
- 1999 – „Тути фрути или изкуството като десерт“, живопис, скулптура и рисунка, модно кафене „Мария Мичева“
- 1998 – „48 часа със Занков“, живопис, галерия „Ценител“
- 1995 – „Без невинност“, живопис, галерия „Микс“, София[23][24][25][26]
- 1994 – „Работи върху хартия“, Дом „Витгенщайн“, Виена, Австрия
- 1992 – „Границите на Агонията“, част II, изложба от кървави отпечатъци и фотографии, галерия „Шипка“ 6, София[27]
- 1992 – „Храмове“, цикъл от скулптури и рисунки, галерия „Леседра“, София[28]
- 1992 – „Пост-конструктивни намерения“, живопис, графика и скулптура, галерия „Изкуство в действие“, София
- 1990 – Есенен салон – на открито, 10 скулптури от дърво, камък и метал; постоянна изложба от три метални скулптури в Докторската градинка, София[29]
- 1989 – „Работи върху хартия“, галерия „Шипка“ 6, София

### Филмография
- 2016 – „Една нощ с Борис Павлович“, игрален, късометражен, режисьор Георги Светломиров; главна мъжка роля „Борис Павлович“
- 2016 – „Сутрешно кафе“, игрален, късометражен, режисьор Венцислав Занков
- 2015 – „Семейни реликви“, игрален, пълнометражен, режисьор Иван Черкелов, продуцент ГАЛА филм, роля „Марин“
- 2013 – „1:1-Расим говори“, 128 мин. HD Pal, 2013 – концепция, камера, монтаж – Венцислав Занков

### Видеопроекти
- 2001 – „Локалната писменост“, серия от 3 видеоклипа, участие във „Видеоархеология – 3“, археология на желанието, София
- 2000 – „[error]tica“, серия от 3 видеоклипа, участие в Балканска видеофедерация low-fi video, Белград
- 2000 – „Тъпо“, серия от 3 видеоклипа
- 1999 – „Homework“, серия от 5 видеоклипа
- 1997 – „homo sapience – reconstruction“, 4-канална видеоскулптура, галерия ИФА, Берлин
- 1995 – „Тайната вечеря“, 13-канална видео инсталация, Археологически музей, София – с подкрепата на център за изкуства „Сорос“

## Награди
- 2023 – лауреат на "Златно перо" за „безспорен принос към българската култура и изкуство“
- 2022 – НАЦИОНАЛНА НАГРАДА ЗА СКУЛПТУРА “АКАД. ИВАН ЛАЗАРОВ”. НОМИНАЦИЯ ЗА 2022 – ВЕНЦИСЛАВ ЗАНКОВ 01.11.2022
- 2020 – номинация за Наградите за ярки постижения в областта на културата на Столична община от 17.09.2020 за самостоятелната му изложба „ПРЕД МЕН“ в галерия „Райко Алексиев“, СБХ
- 2016 – награда на Българската филмова академия за поддържаща мъжка роля във филма „Семейни реликви“
- 2002 – художник на годината на галерия „Ирида“ за изложбата живопис „Уреди за игра“

## Публикации
- 2025 – „ОЩЕ СА ТУК: Скулптура 2019-2021 чугун" авторски каталог, София: ISBN 978-619-90518-6-3
- 2025 – „ТРЕНИРОВКИ  Изходи: - упражнения 2024" авторски каталог, София: ISBN 978-619-90518-5-6
- 2022 – „ОЩЕ СА ТУК" авторски каталог, София: ISBN 978-619-90518-4-9
- 2020 – „Не гора, а неоново технологично градско дърво (Към изложбата „Пред мен“)"– сп. „Следва", брой 41, ISSN 1311-9060
- 2020 – „ПРЕД МЕН" авторски каталог, София: ISBN 978-619-90518-3-2
- 2018 – „В КРАИЩАТА НА ВРЕМЕТО. Опит за авторефлексивна археология на творческия процес", книга, София: ISBN 978-619-90518-2-5
- 2017 – „Последните граждани на Кале“, авторски каталог, ISBN 978-619-90518-1-8
- 2015 – „О щастливи дни“, авторски каталог, София : ISBN  978-619-90518-0-1
- 2014 – „Последният будоар“, авторски каталог. 72 стр. с подкрепата на Gaudenz Ruf award и Нов български университет ISBN 978-954-535-801-2
- 2012 – „Carne tremula“ – сп. „Следва", бр.27, 2012, стр. 20-33
- 2012 – „ВЪЗМОЖНО-НЕВЪЗМОЖНО: идейни проекти за естетизация на градската среда“, Изд. на НБУ, София, 72 стр.
- 2011 – „Последният Давид“, галерия „Юзина“, каталог „Енергии“
- 2009 – „НЕГАТИВ/ПОЗИТИВ“. – сп. ЛИК, юли 2009, бр.7, стр. 75
- 2008 – „Бедно изкуство 3 юли 2008
- 2008 – юни 24 2008 – art. „Страх от празното и проектът A-A-H!“ [39grama] [ontheweb.bg]
- 2008 – кураторски текст A-A-H! project каталог Гьоте – институт България 2008
- 2008 – юни 09 2008 – art. „Жега и изкуство“. Излизайки от скромната преходна зала с експозицията на Яранови, погледът потъва в огромен басейн тип холивуд „класик“ с бар във водата и с мозайка на дъното – емблемата на ЦКС /Централен кооперативен съюз/ [ontheweb.bg]
- 2008 – май 26 2008 – „Allianz и eXistenZ“ [ontheweb.bg]
- 2008 – май 26 2008 – art. „Дизайн и щастие. TRIBUTE на Александър Вълчев“
- 2008 – „Изложба живопис в галерия СИБанк“ [ontheweb.bg]
- 2008 – „Рембранд и българското изкуство или Модата и „Салонът на отхвърлените“ [39grama] [ontheweb.bg]
- 2008 – „УМЕРЕН ОПТИМИЗЪМ“ – четири видеотворби на Надежда Ляхова [39grama] [ontheweb.bg] Март 18 2008 – art [39grama] [ontheweb.bg]
- 2008 – март 18 2008 – art. „Съвременната българска жена от Барби до икона [39grama] [ontheweb.bg]
- 2008 – февруари 28 2008 – art. „За глухия рибар и Ванеса Бикрофт 11 февруари 2008 [39grama] [ontheweb.bg]
- 2008 – „Къси пасове за съвременното ни изкуство и молекул арт-а между Борис Костадинов и Венцислав Занков [ontheweb.bg] [html]
- 2008 – „Множене на подобията. В света на копието след загубената оригиналност. Или за една изложба в една галерия MULTIPLICITIES І множествености“
- 2008 – 15 декември 2007 – 26 януари 2008 „Галерия ARCprojects“ [39grama] [ontheweb.bg]
- 2008 – „Проектът AAH“ [39grama] [ontheweb]
- 2007 – remember.doc 17 декември 2007 [39grama] [ontheweb.bg]
- 2007 – „Божидар Козарев в кръг[+]“, изложба – скулптура в галерия „Кръг+" София 20 ноември 2007
- 2007 – „Движение в задния план или наградите „Руф“ 2007 като стерео пощенска картичка“, 14 ноември 2007 [39grama] [ontheweb.bg] -
- 2007 – heimat.de – изложба фотография в Гьоте институт София [39grama] [ontheweb.bg]
- 2007 – Zeitgeist – Face control [not2be.info]
- 2007 – photonic moments 2007 Photon Gallery – Ljubliana Slovenia catalogue [pdf] – 'Zeitgeist – Face control'  text by Ventsislav Zankov
- 2007 – venice biennale 1938 – venice biennale 1993 – venice biennale 2007
- 2007 – 24 юни 2007 Венцислав Занков [39grama] [ontheweb.bg] [art-bg.blogspot.com]
- 2007 – „Стефан Oldenburg или Claes Николаев?“ [39grama] [art-bg.blogspot.com]
- 2007 – „Плоските хора“ [39grama]
- 2005 – 2-nd of June / reading Botev, каталог
- 2004 – Encultura magazine, issue 2, Толедо, Испания
- 2003 – „Бял нормален мъж“, НБУ
- 2003 – Idea-non_realization, каталог, Градска галерия на Пожега, Сърбия, стр. 66 – 70
- 2002 – „Den Balkan verstehen „Springerin“, Hefte fuer Gegenwartskunst, Band VIII, Heft 1/02, Wien, S.14 – 16
- 2001 – „Morning Funeral Agency – project“, Lettre Internationale
- 2001 – Metamorphoses of Utopia, book a collection of texts and projects from 1991 – 2001, paperback, illustrated
- 2001 – F in Fire stands for Fear, каталог, Sofia, 2001
- 2001 – [error]tica catalogue, София, 2001
- 2000 – „The silence that invites no interpretation“, Manifesta 3 catalogue, Словения
- 2000 – „The silence that invites no interpretation“, CF2000, Пловдив
- 1999 – „Dear…“, сп. Album, Пролет 1999, кн. 5, год. 2, Сараево, Босна и Херцеговина
- 1999 – „Because, сп. Lettre internationale, кн. 21, 1999, София
- 1997 – LIMES AGONIAE, каталог
- 1995 – Without Innocence, каталог -->